# Mesquita Al-Fath
A mesquista Al-Fath é um local de culto para muçulmanos localizado em Planoise, Besançon.